# Hall of Opium
De Hall of Opium is een museum over opium in Sop Ruak in Thailand. De bouw van het museum en het onderzoek over opium duurden negen jaar en kostten ongeveer 9,7 miljoen euro. De bouw en het onderzoek werden gesteund door de Mae Fah Luang-stichting en door China.
De Hall of Opium beschrijft de opiumhandel- en verbouwing van de afgelopen 5000 jaar. Ook besteed het museum veel aandacht aan de opiumoorlogen tussen het Verenigd Koninkrijk en China.